# Marcelo Zalayeta
Marcelo Danubio Zalayeta (Montevideo, 1978. december 5. –) uruguayi válogatott labdarúgó.

## Fordítás
- Ez a szócikk részben vagy egészben  a   Marcelo Zalayeta című angol Wikipédia-szócikk fordításán alapul.  Az eredeti cikk szerkesztőit annak laptörténete sorolja fel. Ez a jelzés csupán a megfogalmazás eredetét és a szerzői jogokat jelzi, nem szolgál a cikkben szereplő információk forrásmegjelöléseként.